# Handelsakademie und Handelsschule Amstetten
Die Bundeshandelsakademie und Bundeshandelsschule Amstetten (HAK/HAS Amstetten) ist eine berufsbildende mittlere und höhere Schule in Amstetten in Niederösterreich.

## Ausbildung

### Handelsakademie
Die Handelsakademie bietet eine fünfjährige kaufmännische Ausbildung mit Abschluss der Reife- und Diplomprüfung an.
Dieser Abschluss ermöglicht eine berufliche Ausbildung sowie die Studienberechtigung für alle österreichischen Universitäten, Fachhochschulen und europäischen Universitäten. Das Reife- und Diplomprüfungszeugnis ersetzt die Unternehmerprüfung und nach der vorgeschriebenen Praxiszeit (1 bis 3 Jahre) ist die Ausübung zahlreicher Berufe in Österreich und in den Ländern der EU möglich.

#### Ausbildungsschwerpunkte
- Kommunikationsmanagement und Marketing
- Informations- und Kommunikationstechnologie – E-Business
- SAP – Enterprise Resource Planning

#### HAKPLUSSPORT
Sportbegeisterten Jugendlichen bieten wir vom 1. bis zum 3. Jahrgang der Handelsakademie zusätzlich zum regulären Unterricht die Sportarten Fußball, Tennis, Funsports und Rhythm ´n Dance!
Das Training wird von geschulten Trainerinnen und Trainern geleitet und findet an Sportstätten in unmittelbarer Nähe zur Schule statt. Für die Teilnahme sind die Aufnahmekriterien für die Handelsakademie, ein sportmotorischer Aufnahmetest sowie eine sportmedizinische Untersuchung Voraussetzung.

#### HAK CULT
Mit dem Förderprogramm CULT wollen wir, die HAK HAS Amstetten, begabte und engagierte Schülerinnen und Schüler in ihrer Entwicklung unterstützen und bereichern. Dies soll mit der Hilfe unse-rer Partner für die Jugendlichen möglichst kostengünstig erfolgen.
CULT steht für CREATIVE, UNIQUE, LEADERSHIP und TALENTED. Ganz in diesem Sinne bieten wir mit unseren Partnern ein breites Spektrum an Veranstaltungen und Unternehmungen an, die den Horizont der Jugendlichen weiten sollen. Dementsprechend stellen wir ein vielfältiges Programm zusammen, das Workshops, Führungen, Besuche kultureller Veranstaltungen, aber auch Netzwerktreffen umfasst.

### Handelsschule
Die Handelsschule dauerte 3 Jahre und schließt mit der Abschlussprüfung ab. Die HAS Amstetten vermittelt umfassende Allgemeinbildung und eine kaufmännische Bildung, die zur Berufsausübung in allen Zweigen der Wirtschaft und Verwaltung qualifiziert.
Das verpflichtende Betriebspraktikum wird zusätzlich zum Unterricht im Ausmaß von 150 Arbeitsstunden über zwei Jahre verteilt absolviert.

## Schulleitung
- Erwin Pastyrik
- 1942 – 1945 Josef Kornmüller
- 1945 – 1952 Ferdinand Hoffer
- 1952 – 1963 Franz Schauer
- 1964 – 1984 Gunther Wadsack
- 1984 – 1985 Karl Sinn
- 1985 – 1997 Oswald Kirchdorfer
- 1997 – 2007 Elfriede Schrammel
- 2007 – 2009 Klaus Neuwirth
- 2009 – 2023 Brigitte Bartmann
- seit 2023 René Bremböck